# Symphony of Enchanted Lands
Symphony of Enchanted Lands (c англ. «Симфония зачарованных земель») — второй альбом итальянской группы Rhapsody. Был выпущен в 1998 году. Известен во многом благодаря популярной песне «Emerald Sword», вышедшей позднее отдельным синглом. Эта песня была также спародирована группой Nanowar. Автор обложки — Эрик Филиппе.

## Концепция
По сюжету альбом является второй частью «Хроник Алгалорда».
Воин Льда достиг врат из слоновой кости, ведущих в запретные земли. Но чтобы пройти внутрь, он должен найти ключ и решить загадку зеркал. Герой встречает хранителя ключа, дракона по имени Тарос, и побеждает его. Но рыцарь сохраняет дракону жизнь, и они становятся друзьями. Ему удается решить загадку игры света, открывающую врата, и он входит в страну, ставшую могилой для многих героев.
Чтобы достичь башни, где хранится Изумрудный Меч, Воину Льда нужно преодолеть страшные земли, полные бродячих мертвецов. Благодарный Тарос переносит героя к Башне Бездны, где они вступают в бой с чудовищем, хранящим Меч. Тарос получает тяжелые раны в бою, он отвозит Воина Льда обратно и умирает. Теперь Воин возвращается в Алгалорд с волшебным оружием победы.

## Список композиций
Все песни написаны Лукой Турилли и Алексом Старополи.
1. «Epicus Furor» — 1:14
2. «Emerald Sword» — 4:21
3. «Wisdom of the Kings» — 4:28
4. «Heroes of the Lost Valley» — 2:04
5. «Eternal Glory» — 7:29
6. «Beyond the Gates of Infinity» — 7:23
7. «Wings of Destiny» — 4:28
8. «The Dark Tower of Abyss» — 6:46
9. «Riding the Winds of Eternity» — 4:13
10. «Symphony of Enchanted Lands» — 13:16
  - «Part I: Tharos Last Flight»
  - «Part II: The Hymn of the Warrior»
  - «Part III: Rex Tremende»
  - «Part IV: The Immortal Fire»

## Участники записи

### Rhapsody
- Лука Турилли — гитара
- Фабио Лионе — вокал
- Алекс Старополи — клавишные, клавесин, фортепиано
- Алессандро Лотта — бас-гитара
- Даниэле Карбонера — ударные

### Гости
- Саша Паэт — акустическая гитара, мандолина, балалайка
- Томас Реттке, Роберт Хунеке-Риццо, Рикки Риццо, Чинция Риццо, Татьяна Блох, Давид Калабрес, Михаель Майер, Гулиано Тарлон, Кристиано Адачер, Мануэль Старополи, Фабио Лионе, Алекс Стараполи, Лука Турилли — хор
- Констанция Бакерс — женский голос на «Symphony of Enchanted Lands»
- Сэр Джей Лансфорд — рассказчик
- Эрик Стенбук — марширующие ударные
- Мануэль Старополи — гобой
- Улрик Вайлденхоф, Алмут Шликер, Стефани Холк, Фредрико Баер, Маттиас Бромманн — скрипка
- Клаас Хардерс, Мария-Тхерс Струмпф, Косима Бергк, Ян Ларсен — виола
- Хаген Кухр — виолончель
- Андре Ньегенфинд — контрабас
- Стефан Хорз — клавесин
- Хельмштадтский камерный хор
- Донской казачий хор